# テモツ州
テモツ州（テモツしゅう、英語: Temotu Province） はソロモン諸島の州。ソロモン諸島南東部の州であり、最東端でもある。サンタクルーズ諸島を中心としている。行政府所在地はネンドー島のラタ (Lata)。2019年の人口は22,132人。